# New Richmond (Wirginia Zachodnia)
New Richmond – jednostka osadnicza w Stanach Zjednoczonych, w stanie Wirginia Zachodnia, w hrabstwie Wyoming.